# Eduardo Fentanes
Eduardo Fentanes Orozco (9 de julio de 1977; Veracruz) es un entrenador mexicano de fútbol con experiencia en diferentes categorías, equipos y Selecciones Nacionales, actualmente se encuentra sin equipo.

## Preparación Académica
- A los 19 años, Fentanes se convierte en el director técnico más joven titulado en México por parte de la Femexfut en el año de 1996.
- En el periodo comprehendido de 1997 a 1998, estudió el Diplomado en Psicologia Deportiva por parte de la Universidad Intercontinental
- De 1999 a 2000 curso exitosamente el Diplomado Experto en entrenamiento deportivo por parte de la UNED en Madrid, España
- Desde 2011 es docente en el Johan Cruyff Institute participando algunos módulos en la materia de ‘Teoria del Futbol’
- Desde 2019, Fentanes tiene la certificación de Coach Profesional por parte del TEAM Power Institute
- Habla con fluidez el idioma inglés, además del español como lengua madre.

## Trayectoria como Analista
Inicios (1998-2003).
Desde los 21 años de edad, Fentanes, participó como analista para diversos entrenadores del plano futbolístico mexicano, tales como: Roberto Matosas, Luis Flores, Eduardo Rergis, Francisco Ramírez, Enrique Meza, Carlos Reinoso, José Guadalupe Cruz y Sergio Bueno.

Selección Nacional de México (2003-2006 y 2008-2009).
Participó como visor de rivales, análisis y evaluación de rendimiento y seguimientos individuales, en los procesos de Selección Nacional de México con Ricardo La Volpe, de 2003 a 2006 y de Sven Goran Eriksson de 2008 a 2009.
En la etapa de Ricardo La Volpe, colaboró en la Copa FIFA Confederaciones de Alemania 2005 y la Copa Mundial de la FIFA Alemania 2006. En 2008, fungió como analista de los rivales para el director técnico sueco, Sven-Göran Eriksson, de cara a la Copa Mundial de la FIFA Sudáfrica 2010, en el proceso eliminatorio y partidos amistosos de corte internacional

## Trayectoria como Auxiliar Técnico
Monarcas Morelia (Primera “A”) (2006)
Inició su trayectoria como auxiliar técnico en 2006, justo después de la Copa del Mundo, con la filial de Liga de Ascenso de Monarcas Morelia, siendo entrenador del equipo, Ignacio Palou, quien es actualmente Director Deportivo del Club Tijuana.
Club Puebla F.C. (2007-2010)
Continuo su trayectoria como auxiliar técnico, con José Luis Sánchez Solá ‘Chelis’ a partirde 2007, logrando el ascenso del Puebla a Primera División en la primera temporada que se integró al equipo. En Primera División, Puebla logró, primeramente, la permanencia en la máxima categoría, para posteriormente alcanzar la instancia de liguilla llegando a Cuartosde Final y a Semifinales en el Clausura 2009. En 2010, dirigió dos partidos al Puebla de manera interina, con saldo de una victoria y una derrota, para posteriormente, regresar a su función de auxiliar de ‘Cheli
Club Deportivo Estudiantes Tecos (2011)
Llegó al Club Deportivo Estudiantes Tecos en 2011, de la mano de José Luis Sánchez Solá, nuevamente. En Tecos permanecieron hasta agosto de ese año, teniendo resultados interesantes en la fase regular de la competencia, mas sin poder alcanzar la etapa de Liguilla.
Club Atlante (2012)
En el Clausura 2012, participó como auxiliar técnico de Mario García con el Atlante F.C., el equipo no logró alcanzar la Liguilla.
Club Deportivo Guadalajara (2012)
Para el Apertura 2012, llegó al Club Deportivo Guadalajara, como auxiliar del entrenador holandés, John van 't Schip, quien arribo al Club como parte del proyecto de reestructuración deportiva liderado por Johan Cruyff. El equipo logró clasificarse a la Liguilla, teniendo una actuación irregular en la CONCACAF Champions League, pero ganando de manera contundente el partido contra América 3-1 en octubre de ese año.
Club Tijuana (2013-2014)
En la temporada 2013-2014, tuvo participación como auxiliar técnico de Jorge Francisco Almirón y César Farías respectivamente. En ese año deportivo, alcanzó la etapa de Cuartos de Final de la liguilla por el título. Almirón posteriormente dirigió al Club Atlético Lanús de Argentina consiguiendo el sub-campeonato de la Copa Libertadores de América en 2017 y Farías, quien había dirigido la Selección Nacional de su país, Venezuela, actualmente dirige a Bolivia. Fentanes fue auxiliar en Tijuana en 55 juegos oficiales, 34 con César Farías y 21 con Jorge Francisco Almirón.
Selección Nacional de Bolivia (2018)
En mayo de 2018, y gracias a la relación laboral con el técnico venezolano, César Farias, a raíz del tiempo que fue su auxiliar en Tijuana en Liga MX, Fentanes fue invitado a ser auxiliar de Farias en la Selección Nacional de Bolivia, para un juego amistoso de corte internacional, contra Estados Unidos, perdiendo 3-0 en juego disputado en suelo norteamericano. Fentanes colaboro tanto en los entrenamientos como en el juego en sí.

## Trayectoria como Entrenador
Club San Luis (2013)
A inicios de 2013, fue nombrado como entrenador del San Luis, en Liga MX, teniendo una marca de diez partidos dirigidos, entre Liga MX y Copa MX, con tres victorias, dos empates y cinco derrotas. En esa etapa dirigió a figuras como Oscar ‘Conejo’ Pérez, Javier Muñoz Mustafá, Mario Méndez o Juan Cuevas, entre otros.
Club Dorados de Sinaloa (2014)
Para el Apertura 2014, tuvo su primera experiencia dirigiendo en Liga de Ascenso, tomando la dirección técnica de los Dorados de Sinaloa, equipo con el cual dirigió 8 partidos entre Ascenso MX y Copa MX, con marca de tres victorias, tres empates y dos derrotas. A pesar de que fueron pocos partidos, el porcentaje de efectividad y el andar del equipo mejoro respecto a la situación inmediata anterior, al punto en el que llegó Fentanes a la dirección técnica del equipo.
Club Atlante (2015-2017)
En abril de 2015, llegó a la dirección técnica del Atlante, siendo este un paso bastante positivo y con éxitos. Con los ‘Potros de Hierro’, en la época en la cual jugaban en calidad de local en Cancún, Quintana Roo, Fentanes logró dirigir 101 partidos, con marca de 37 victorias, 31 empates y 29 derrotas. En su etapa como atlantista Fentanes, logró el Sub- campeonato en los torneos Apertura 2015 y Apertura 2016, así como una fase de Semifinal en el Clausura 2016, estando a las puertas de alcanzar el regreso del Atlante a la máxima categoría del balompié mexicano, desde su descenso en 2014. En el Atlante dirigió a jugadores como Jimmy Bermúdez, quien jugó como internacional con Guinea Ecuatorial, los paraguayos David Mendieta y Enzo Prono así como el delantero ecuatoriano Carlos Garcés o el volante ofensivo Gabriel Hachen, quien se erigió como un jugador importante con goles y asistencias en la gestión de Fentanes. Fue el mismo Garcés quien consiguió el título de campeón de goleo de la Liga de Ascenso en el Apertura 2015 con 11 goles anotados para la causa atlantista. Este Atlante de las dos finales por el ascenso es también recordado por la aportación de los hermanos Paul y Oscar Uscanga en el medio campo del equipo, jugando juntos en esa zona del terreno de juego, con resultados positivos. Este último consiguió el título de campeón de goleo de la Liga de Ascenso en el Apertura 2015 con 11 goles anotados para la causa atlantista. En Copa MX, consiguieron resonantes triunfos contra equipos de Liga MX.
Club Tampico Madero F.C. (2017-2018)
En mayo de 2017 fue nombrado como entrenador de Tampico Madero, en donde dirigió 35 partidos oficiales en el Ascenso MX, con marca de 14 victorias, 9 empates y 12 derrotas, teniendo un porcentaje de efectividad cercana al 50 por ciento. Con el Tampico Madero F.C. alcanzó la fase de Semifinales del Torneo Apertura 2017, logrando ser la mejor defensiva del campeonato en el Clausura 2018 y la mejor ofensiva como local en toda la temporada. En Copa MX logró codearse con equipos de Liga MX, tales como Veracruz, Atlas, Santos Laguna, Necaxa y Pumas UNAM. Consiguiendo victorias contra Veracruz, Atlas y Necaxa respectivamente. En la edición de 2018, alcanzaron los octavos de final de la competencia, cayendo con Santos Laguna por 1-0. En Tampico, Fentanes dirigió a futbolistas como Julio González, Omar Esparza, José Antonio Olvera, Javier ’Chuletita’ Orozco y Eduardo Aguirre. Cabe señalar la aportación de Javier Orozco, quien con los colores del Tampico anotó en numerosas ocasiones durante la gestión de Fentanes, y más allá de que no se proclamó campeón de goleo, estuvo cerca de lograrlo.
Club Santos Laguna (2022 - 2023)
En febrero de 2022, después de tres años de gestión como director de fuerzas básicas de la institución de 2018 a 2021, y una etapa como director deportivo, fue nombrado como entrenador de Santos Laguna, a la salida de Pedro Caixinha. Dirigió 44 partidos, generando 70 puntos y con una efectividad del 53%. En el torneo Apertura 2022 “La Fentaneta” obtuvo sus mejores resultados al llegar al tercer lugar de la tabla general logrando 33 puntos con uno de los equipos más jóvenes de la liga gracias al afianzamientos de jugadores canteranos. Fentanes tuvo como auxiliares en Santos Laguna a Rafael Figueroa y Roberto Tapía. Luego de una serie de resultados negativos y la derrota en casa ante Querétaro, la directiva de Santos Laguna tomó la decisión de destituir a Eduardo Fentanes como director técnico del club, buscando un cambio en el rumbo del equipo a pesar de obtener la clasificación a la ligilla. Finalmente por un mutuo acuerdo finalizó su ciclo en el Clausura 2023.
Club Necaxa (2023 - a la fecha)
Durante el torneo Apertura 2023, Eduardo Fentanes tomó las riendas del Club Necaxa debutando en la jornada 8. El equipo se encontraba hundido en el fondo de la tabla y completamente desconectado de su afición tras atravesar una terrible etapa durante la "celebración" de su centenario de fundación. Tras realizar ajustes en la plantilla con algunas bajas y un par de incorporaciones clave, además de una breve pretemporada, además de un trabajo en la mental y táctico del equipo, los Rayos lograron encadenar una racha de 11 partidos invictos, teniendo en cuenta los últimos dos partidos del torneo anterior, convirtiéndose en la sorpresa del torneo. Debutaron jóvenes talentos y mantuvieron una sólida base de jugadores mexicanos. En la jornada 13, se encuentran a 6 puntos del líder general y Fentanes ha sido nombrado en dos ocasiones como el mejor Director Técnico de la jornada por la Liga BBVA MX.

## Clubes
| Club                       | Categoría  | País   | Año         |
| -------------------------- | ---------- | ------ | ----------- |
| Puebla                     | Liga MX    | México | 2010        |
| Estudiantes Tecos          | Liga MX    | México | 2011        |
| San Luis                   | Liga MX    | México | 2013        |
| Dorados                    | Ascenso MX | México | 2014        |
| Atlante                    | Ascenso MX | México | 2015 - 2017 |
| Tampico Madero Fútbol Club | Ascenso MX | México | 2017 - 2018 |
| Club Santos Laguna         | Liga BBVA  | México | 2022 - 2023 |
| Club Necaxa                | Liga BBVA  | México | 2023 - 2024 |

## Analista
Formó parte de la plantilla de profesores en la Escuela Johan Cruyff México y como analista en el programa televisivo Super Estadio transmitido por la cadena TDN.